# Gilkison Falls
Die Gilkison Falls sind ein segmentierter Wasserfall im Mount-Aspiring-Nationalpark in der Region Otago auf der Südinsel Neuseelands. In den Neuseeländischen Alpen liegt er im Lauf des Gilkison Stream, einem Schmelzwasserbach des Earnslaw-Gletschers am Mount Earnslaw, und stürzt über 518 Höhenmeter in den Oberlauf des Earnslaw Burn.